# Szeletien

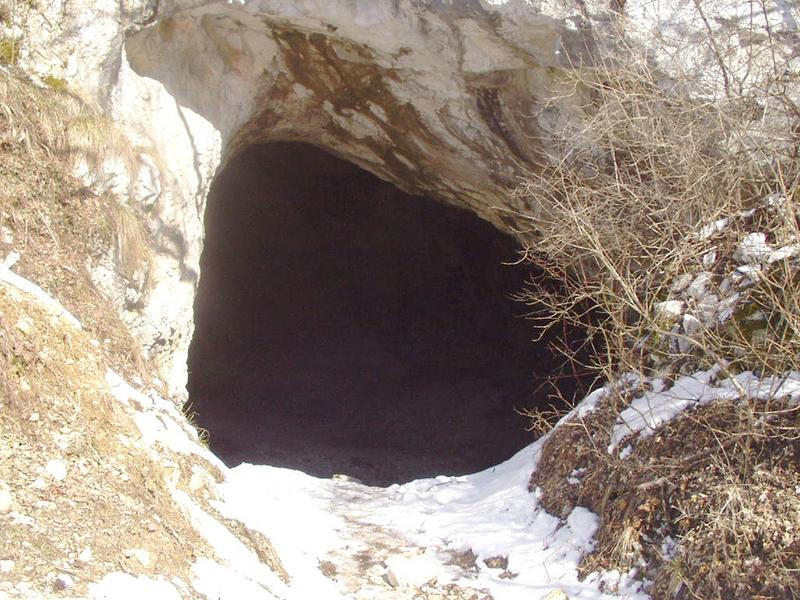
Vstup do jeskyně Szeleta

Szeletien je kamenná industrie starší fáze mladého paleolitu, která byla rozšířená na území střední Evropy v době před 40 000 až 38 000 let. Neví se přesně, kdo byl jejím nositelem, snad Homo sapiens neanderthalensis.
Název je odvozen z jeskyně Szeleta u letoviska Lillafüred, 12 km západně od centra Miskolce v severním Maďarsku. Další naleziště se nacházejí v Karpatské kotlině, na Slovensku (jeskyně Čertova pec), Moravě a v okolí Krakova.
Szeletien se vyvinul z micoquienu a byl ovlivněn i aurignacienem (snad odtud přejal čepelové formy mladopaleolitické povahy). Byl souběžný s bohunicienem.
Charakteristická je plošná bifaciální retuš a listovité hroty (asi nejvíce ze všech paleolitických skupin). Jen zřídka byla užívána levalloiská technika.
Především na jihozápadní Moravě je známo několik desítek nalezišť. K nejvýznamnějším patří Vedrovice, kde byly zachyceny dílny na výrobu nástrojů, nebo Maršovice.